# Ordinul Camaldulenz
| Ordinul Camaldulenz                          | Ordinul Camaldulenz                                |
| -------------------------------------------- | -------------------------------------------------- |
| Pustnic camaldulenz în sihăstria de la Poppi |                                                    |
| Nume oficial                                 | Congregatio Camaldulensis Ordinis Sancti Benedicti |
| Fondator                                     | Sfântul Romuald                                    |
| Data înființării                             | secolul al XI-lea                                  |
| Ordine religioase                            |                                                    |

Ordinul Camaldulenz (acronim OSBCam) este un ordin monahal eremit (de pustnici) întemeiat în secolul al XI-lea de Sfântul Romuald la Camaldoli⁠(en)[traduceți], comuna Poppi, în Toscana.

## Personalități
- Grațian (sec. al XI-lea), jurist
- Ambrogio Traversari⁠(de)[traduceți] (sec. al XV-lea), scriitor umanist, traducător din greacă în italiană
- Grigore al XVI-lea (1765-1846), papă